# صرع‌زایی
صرع زایی،(به انگلیسی: Epileptogenesis) فرایندی تدریجی است که یک مغز نرمال دچار صرع می‌شود. صرع یک شرایط مزمن است که همراه با وقوع تشنجات است. این تغییرات در مغز گاه باعث می‌شود نورونها به صورت همزمان بر انگیخته شوند. این تخلیه همزمان نورونها موسوم به تشنج است.

## علل
علل صرع دارای دسته‌بندی گسترده‌ای از جمله علل ژنتیکی، ساختاری/ متابولیک یا ناشناخته است. هر چه که باعث صرع شود باعث صرع زایی می‌شود، زیرا صرع زایی فرایند تکوین صرع است. علل ساختاری صرع شامل بیماری‌های نورودژنراتیو، آسیب تروماتیک مغز، سکته، تومور مغزی، عفونت سیستم عصبی مرکزی و استاتوس اپیلپتیکوس (یک تشنج طولانی یا یک سری از تشنجات سریع و متناوب) است.

## دوران کمون
بعد از وقوع یک آسیب مغزی، اغلب یک دوره کمون یا خاموش وجود دارد که برای ماه‌ها یا سال‌ها ادامه می‌یابد و در طی آن تشنجات به وقوع نمی‌پیوندند؛ جراح مغز کانادایی [ Wilder Penfield] این بازه زمانی بین آسیب و تشنج را " یک دوره خاموش از کامل شدن وقایع ناشناخته" می‌داند. در طی این دوره نهفته، تغییرات ساختاری و فیزیولوژیک در مغز به وقوع می‌پیوندد که منجر به تکوین صرع می‌شود. در طی این فرایند است که شبکه‌های نورونی بسیار تحریک پذیر شکل می‌گیرند و به عنوان صرع زایی منسوب می‌گردند، و در طی این مرحله کمون است که برای اولین بار علائم صرع آشکار می‌شوند. در صورتی که محققان درک بهتری از صرع زایی کسب کنند، ممکن است دوره کمون این شانس را برای بخش درمان فراهم آورد تا بتوانند در تکوین صرع اختلال ایجاد کنند یا از شدت آن بکاهند.

## پاتوفیزیولوژی
تغییراتی که در طی صرع زایی به وقوع می‌پیوندند بسیار کم شناخته شده‌اند اما تصور بر این است که شامل مرگ سلولی، جوانه زنی آکسونی، بازآرایی شبکه‌های نورونی، تغییرات در آزادسازی نوروترانسمیترها و عصب‌زایی باشد. این تغییرات سبب می‌شوند که نورونها بسیار تحریک پذیر شوند و منجر به تشنجات خود به خودی گردند.
نواحی مغزی که بسیار به آسیب حساس هستند و می‌توانند منجر به صرع زایی شوند شامل ساختارهای لوب تمپورال از قبیل هیپوکامپ، آمیگدال و قشر پیریفرم است.

### بازآرایی نورونی
علاوه بر فرایندهای شیمیایی، ممکن است ساختار فیزیکی نورونها در مغز تغییر یابد. در انسان و مدلهای حیوانی ایجاد صرع، نورونهای پیرامیدال از دست می‌روند و سیناپسهای جدید شکل می‌گیرند.
تحریک پذیری بیش از حد، یکی از شاخصه‌های ساختاری صرع زایی است که در آن احتمال فعال شدن شبکه‌های نورونی افزایش می‌یابد، این امر ممکن است به دلیل از بین رفتن نورونهای مهاری، از قبیل اینترنوروهای گاباارژیک، که به‌طور طبیعی تحریک پذیری سایر نورونها را تنظیم می‌کردند باشد. مدارهای نورونی که صرعی هستند با شاخصه‌هایی همچمن تحریک پذیری بیش از حد و فقدان تعادل بین نورونهای گلوتاماترژیک (عده‌ای که معمولاً باعث افزایش تحریک پذیری می‌شوند) و گاباارژیک (عده‌ای که باعث کاهش آن می‌شوند) شناخته می‌شوند. علاوه بر این، ممکن است سطوح GABA و حساسیت رسپتورهای GABAA به نوروترانسمیتر کاهش یابد که باعث کاهش مهار می‌شود.
یکی دیگر از مکانیسم‌های پیشنهادی برای صرع زایی در TBI، آسیب به ماده سفید است که از طریق تأثیر بر کورتکس قشری باعث تحریک پذیری بیش از حد می‌شود.

### فعالیت رسپتور گلوتامات
اعتقاد بر این است که رسپتورهای بیوشیمیایی در سطح نورونها در صرع زایی دخیل هستند؛ شامل رسپتور TrkB نوروتروفین و هر دو رسپتورهای یونوتروفیک گلوتامات و رسپتورهای متابوتروپیک گلوتامات (به ترتیب آنهایی که به‌طور مستقیم به یک کانال یونی متصل هستند و آنهایی که نیستند). هر یک از این نوع رسپتورها ممکن است زمانی که فعال می‌شوند، باعث افزایش غلظت یونهای کلسیم (Ca2+) در ناحیه‌ای از سلولها که رسپتورها واقع هستند شوند، و این کلسیم می‌تواند آنزیمهایی از قبیل Src و Fyn را که ممکن است منجر به صرع زایی شوند فعال نماید.
رهایی بیش از حد نوروترانسمیتر گلوتامات به عنوان یکی از مهم‌ترین بخش‌های صرع زایی اولیه بعد از آسیب مغزی در انسان شناخته شده‌است. آزادی بیش از حد گلوتامات باعث excitotoxicity می‌شود که در طی آن نورونها به‌طور گسترده‌ای دپلارایز هستند، غلظت کلسیم داخل سلولی به میزان زیادی افزایش می‌یابد و منجر به آسیب یا مرگ سلولی می‌شود. همچنین فعالیت بیش از حد گلوتاماترژیک جزو یکی از ساختارهای مدارهای نورونی بعد از تکوین صرع محسوب می‌شود، اما به نظر نمی‌رسد که گلوتامات در طی دوران کمون نقش مهمی را در صرع زایی ایفا نماید. یکی دیگر از فاکتورهایی که ممکن است در تحریک پذیری بیش از حد نقش داشته باشد کاهش غلظت کلسیم خارج سلولی (به عنوان مثال در فضای خارج سلولی) و کاهش فعالیت ATPase در سلولهای گلیال است.

### خون
خونی که به داخل بافت مغز ریخته می‌شود (ممکن است که در آسیب تروماتیک مغز یا سکته روی دهد) ممکن است در آسیبی که منجر به صرع می‌شود نقش ایفا کند، این نقش احتمالاً از طریق رسوب هموسیدرین یا آهن در بافت است. آهن از هموگلوبین، یک مولکول در گلبولهای قرمز، می‌تواند منجر به تشکیل رادیکالهای آزاد شود که به غشا سلولها آسیب می‌زند؛ این فرایند با فرایند صرع زایی در ارتباط است.

## راهکارهای تحقیقاتی
فرایند صرع زایی که در مغز انسان به وقوع می‌پیوندد در مدلهای مختلف حیوانی و مدلهای کشت سلولی مشابه سازی شده‌است. صرع زایی شناخته شده نیست و افزایش فهم در مورد فرایند صرع زایی ممکن است به محققان در جلوگیری از تشنجات، تشخیص صرع و بهبود راهکارهای درمانی برای پیشگیری از آن کمک نماید.

## درمان
یکی از اهداف اصلی تحقیقات صرع شناسایی درمانهایی برای تداخل یا معکوس کردن صرع زایی است. مطالعات گسترده در مدلهای حیوانی گستره متنوعی از استراتژی‌های ضد صرع زایی ممکن را پیشنهاد می‌کنند، اگرچه تا به امروز هیچ‌یک از این روشهای درمانی در کارآزمایی‌های بالینی به عنوان ضد صرع زا بودن به اثبات نرسیده‌اند. تعدادی از داروهای ضد تشنج شامل لوتیراستام و اتوسوکزامایدفعالیت قابل قبولی را در مدلهای حیوانی نشان داده‌اند. سایر استراتژیهای قابل قبول شامل ممانعت از سیگنالینگ اینترلوکین ۱β به وسیلهٔ داروهایی از قبیل VX-765؛ تعدیل سیگنالینگ اسفنگوزین-۱-فسفات به وسیلهٔ داروهایی از قبیل فینگولیمود؛ فعالیت mammalian target of rapamycin (mTOR به وسیلهٔ داروهایی از قبیل راپامایسین؛ هورمون اریتروپویتین، و به‌طور پارادوکس داروهایی از قبیل آنتاکونیست رسپتور آدرنرژیک α۲ آنتی پامزول وSR141716A آنتاگونیست کانابینوئید CB1 (ریمونابنت) با فعالیت پیش-تحریکی است.

## تاریخچه
در طی بخش اعظمی از تاریخ که پرونده‌های ثبت شده در این مورد موجود است، احتمالاً به‌طور عام این اعتقاد ترویج داشته‌است که صرع از یک فرایند فوق طبیعی ناشی می‌شود. حتی در میان مشاغل پزشکی نیز تا قرن هجده این اعتقاد بر فوق طبیعی بودن پدیده صرع زایی رواج داشته‌است. با این حال، توضیحات بیولوژیک نیز برای مدت مدیدی وجود داشته و حتی گاهی توضیحات بیولوژیک و فرا طبیعی بایکدیگر به‌طور همزمان ارائه می‌شده‌است.